# Chémery-Chéhéry
Chémery-Chéhéry é uma comuna francesa na região administrativa de Grande Leste, no departamento Ardenas. Estende-se por uma área de 27,79 km². Em 2010 a comuna tinha 565 habitantes (densidade: 20,3 hab./km²).
A municipalidade foi estabelecida em 1 de janeiro de 2016 e consiste na fusão das antigas comunas de Chémery-sur-Bar e Chéhéry.